# Consentement libre et éclairé
Pour un article plus général, voir Consentement.
En droit de la santé, le consentement libre et éclairé implique que le médecin est tenu de présenter clairement au patient tous les risques d'une conduite thérapeutique. Le consentement doit être libre, c’est-à-dire en l'absence de contrainte, et éclairé, c’est-à-dire précédé par une information.
L'article 6 de la Déclaration universelle sur la bioéthique et les droits de l'homme énonce que : 
1. Toute intervention médicale de caractère préventif, diagnostique ou thérapeutique ne doit être mise en œuvre qu’avec le consentement préalable, libre et éclairé de la personne concernée, fondé sur des informations suffisantes. Le cas échéant, le consentement devrait être exprès et la personne concernée peut le retirer à tout moment et pour toute raison sans qu’il en résulte pour elle aucun désavantage ni préjudice.
2. Des recherches scientifiques ne devraient être menées qu’avec le consentement préalable, libre, exprès et éclairé de la personne concernée. L’information devrait être suffisante, fournie sous une forme compréhensible et indiquer les modalités de retrait du consentement. La personne concernée peut retirer son consentement à tout moment et pour toute raison sans qu’il en résulte pour elle aucun désavantage ni préjudice. Des exceptions à ce principe devraient n’être faites qu’en accord avec les normes éthiques et juridiques adoptées par les États et être compatibles avec les principes et dispositions énoncés dans la présente Déclaration, en particulier à l’article 27, et avec le droit international des droits de l’homme.
3. Dans les cas pertinents de recherches menées sur un groupe de personnes ou une communauté, l’accord des représentants légaux du groupe ou de la communauté concerné peut devoir aussi être sollicité. En aucun cas, l’accord collectif ou le consentement d’un dirigeant de la communauté ou d’une autre autorité ne devrait se substituer au consentement éclairé de l’individu[1].

## Circonstances d'application

### Le consentement dans diverses catégories de pratiques

#### La pratique clinique
Dans le contexte clinique, les caractéristiques du recueil du consentement dépendront :
- de l’ancienneté et de la qualité de la relation entre le soignant et le patient,
- du caractère invasif de l’acte médical,
- des bénéfices potentiels et des éventuels effets secondaires,
- du possible impact sur les tiers, en particulier les membres de la famille,
- des conséquences économiques de l’intervention, en particulier lorsque son coût n’est pas ou pas entièrement couvert par un régime d’assurance santé.

Comme il est indiqué plus haut, il est utile de souligner que demander et recueillir le consentement n’est pas l’affaire de quelques secondes mais il s’agit souvent d’un processus où il est nécessaire de discuter avec le patient à différents moments successifs, à travers un dialogue permanent.
Il convient de souligner que, de manière générale, une information suffisante donnée au patient est la condition sine qua non de la validité de son consentement ; sans une information suffisante, il ne peut y avoir de consentement donné de manière valide. Il convient également d’insister sur le fait qu’il est de l’obligation du professionnel de la santé de fournir systématiquement des informations qui soient suffisantes et compréhensibles. À cet égard, on ne saurait défendre plus longtemps la notion de privilège thérapeutique (du professionnel de la santé) qui figure dans certains codes de déontologie. Parfois, une exception thérapeutique peut être admise ; elle conduit, dans des circonstances exceptionnelles, à limiter ou retarder la communication de certaines informations au patient. La règle, cependant, est de fournir les informations de façon exhaustive, dès qu’elles sont disponibles. Quant au contenu et à d’autres aspects de l’information, certains se réfèrent au standard de la personne raisonnable. Néanmoins, dans tous les cas, le professionnel de la santé a la responsabilité de s’assurer que les efforts nécessaires ont été faits pour informer le patient.
Comme la pratique clinique ne concerne pas uniquement des situations de problèmes de santé graves, des examens invasifs ou des pronostics négatifs, différents modes de recueil du consentement sont admissibles, selon le cas. On pourra à cet égard prendre en considération le contexte local ou les particularités socioculturelles, sans pour autant transiger sur les principes bioéthiques énoncés dans la Déclaration, ni sur les règles du droit médical ou de la santé.

##### Les soins médicaux primaires
Il existe, dans la pratique médicale quotidienne, un certain nombre d’interventions courantes, simples et non invasives dont on peut présumer qu’ils sont connus du patient ordinaire (par exemple la mesure de la pression artérielle). Les examens médicaux physiques (palpation ou mouvement passif) de parties du corps douloureuses ou présentant d’autres symptômes qui amènent le patient à consulter peuvent également être réalisés par le praticien sans qu’il ait à obtenir le consentement exprès du patient. Lorsque le médecin dit « je vais examiner votre genou/votre abdomen », le fait que le patient ne s’y oppose pas peut être considéré comme une acceptation tacite. Il en irait différemment dans le cas où le professionnel de la santé procéderait à un examen   gynécologique sur une patiente venue consulter pour une affection de l’oreille. Des informations précises sur la nécessité de cet examen complémentaire doivent alors lui être données et son consentement exprès doit être recueilli. Dans une telle situation, le consentement préalable, libre et éclairé devrait être requis, sans qu’il doive nécessairement être écrit.
En outre, une grande partie des soins primaires, en particulier dans les pays à population vieillissante, sont liés à des maladies chroniques impliquant des consultations ou visites régulières (de routine) du médecin ou autre soignant. En pareil cas, le soignant ne sera pas tenu d’informer chaque fois le patient sur des éléments pratiquement inchangés de son état de santé ou de son traitement

### La prise de sang
Examens systématiques dans le suivi d’une thérapie anti-coagulation : une explication adéquate et le consentement sont requis au commencement du traitement ; par la suite – sans circonstances spéciales –aucun consentement exprès n’est recueilli. Le fait que le patient ne s’oppose pas à La prise de sang peut être considéré commun signe qu’il a compris et est d’accord.
Tests sanguins au cours d’une première visite : le médecin doit fournir suffisamment d'information précise sur l’analyse qu’il entend demander pour évaluer les conditions de santé du patient. Le degré d'information peut légitimement varier, c’est-à-dire : « ces trois tests vont permettre de vérifier l’état de votre foie », ou « je propose de procéder à une batterie de tests  qui sont traditionnellement recommandés pour le check-up d’une personne de votre âge concernant l’état des organes suivants : … ». Mais des indications plus précises sont exigées dans les cas où, pour diverses raisons, le consentement exprès est requis.
Test VIH : le poids /l’importance pratique et symbolique de ce test est bien  connu. Dans toutes les circonstances, un consentement exprès est exigé pour faire le test (qui peut être oral – le médecin peut juger si un consentement écrit est nécessaire).
Tests génétiques : une information minutieuse sur le test et les possibles découvertes et conséquences est impérative, dans la mesure où les résultats auront vraisemblablement un impact non seulement sur la personne testée mais aussi sur ses parents (enfantait enfants potentiels, éventuellement frères et sœurs – ainsi qu’un(e)fiancé(e)/un(e) partenaire(e) si les tests sont effectués en vue d’un mariage)
Don du sang : ici la situation est différente : aujourd’hui les dons du sang doivent passer par toute une série détestes afin d’éviter tout risque pour le receveur. Le donneur donne du sang dans des circonstances totalement libres et volontaires mais ne peut le faire que si il/elle accepte sans restrictions que les tests requis soient réalisés. Il n’y a pas de possibilité de dire : « Je veux donner mon sang mais à la condition que tel et tel test ne soit pas fait. »

### Interventions médicales invasives
Plus une intervention est invasive et plus ses conséquences physiques, psychologiques et/ou socio-économiques sont graves, plus le consentement du patient devra être exprès et formalisé. Exemples : actes de chirurgie entraînant des atteintes à l’intégrité corporelle importantes, physiquement ou symboliquement (mastectomie, perte éventuelle de puissance sexuelle, anus praeternaturalis , amputation d’un membre, etc.), chirurgie hasardeuse de la colonne vertébrale (possibilité de séquelles paralytiques), traitement lourd du cancer avec diminution importante de la qualité de vie pendant des mois (à mettre en balance avec la qualité et l’espérance de vie que pourrait avoir le patient en l’absence de ce traitement). Il en va de même, pour des raisons évidentes, de la stérilisation chirurgicale ou de l’interruption de grossesse, ou encore de la procréation médicalement assistée. Il est recommandable dans de tels cas de donner au patient un délai de réflexion.
Il est plus prudent de demander le consentement écrit du patient dans un certain nombre de situations autres que celles mentionnées dans le paragraphe ci-dessus. C’est ainsi que ce consentement est systématiquement exigé avant des interventions médicales qui sont optionnelles, de nature non indispensables ; par exemple, une opération de chirurgie esthétique, cas où la qualité du résultat obtenu risque fort d’être appréciée différemment par différentes personnes, et où les méthodes sont en cours de développement sous le label de « médecine d’amélioration ».

### La recherche clinique et biomédicale
La question du consentement et les circonstances pratiques de son obtention varient en fonction de critères supplémentaires, en particulier : de la question de savoir si la recherche est pratiquée sur des volontaires sains, de la question de savoir si les personnes participant à une recherche ont des chances d’en tirer ou non un bénéfice direct ou indirect. Il y a plusieurs autres aspects à prendre en considération, concernant le statut civil et la capacité de jugement/consentement des participants à la recherche (mineurs, personnes n’ayant pas la capacité de consentir, etc.). Ces aspects sont traités dans une section ultérieure du présent Rapport.
En général, il faut prendre toutes les précautions voulues pour garantir que les participants à la recherche ne sont pas soumis à des pressions. En règle générale, il faudrait donc s’abstenir de demander à des prisonniers, du personnel militaire ou d’autres individus se trouvant dans une situation de dépendance, de participer à une telle recherche.
S’agissant de volontaires sains, le fait primordial est que ces personnes n’ont pas demandé à recevoir des soins ou à être impliquées dans une procédure médicale. Elles acceptent de participer à la recherche soit par altruisme soit pour rechercher quelque autre compensation. Les risques associés à la recherche doivent être minimisés. Une description des procédures de recherche, des risques connus, des incertitudes et des responsabilités du participant doit être fournie afin d’obtenir un consentement éclairé. Aucune incitation ne doit être indûment proposée aux participants et une assurance appropriée couvrant des événements et des effets indésirables doit leur être offerte. La participation doit être décrite en termes précis par écrit et le consentement éclairé écrit devrait être obligatoire.
En raison de la récente tendance, en Europe par exemple, à impliquer des volontaires sains venant d’autres pays en tant que touristes pour une durée limitée, et afin d’éviter d’éventuelles conséquences indésirables, plusieurs pays ont établi des registres pour suivre la fréquence avec laquelle un volontaire est impliqué/« employé ». Ces registres peuvent aider à éviter une possible dépendance du fait du profit en jeu.
Concernant la recherche pratiquée sur des patients pour lesquels il n’y a pas de bénéfice escompté, la situation est quelque peu semblable à celle qui vient d’être décrite à propos des volontaires sains : les risques doivent être minimisés et il convient de prendre des dispositions pour éviter tout préjudice que pourrait leur causer la recherche ou, en cas de préjudice, de le réduire au minimum ou de l’indemniser.
Pour ce qui est des patients susceptibles de bénéficier de la recherche, les risques éventuels associés au projet – qui devraient toujours être aussi limités que possible –doivent être considérés en relation avec la gravité de l’état du patient et aux chances d’amélioration substantielle de cet état. Les situations désespérées autorisent des procédures plus risquées que la recherche dans des situations qui ne représentent pas de menaces pour la vie ou les fonctions essentielles.
Un principe éthique clé de la recherche impliquant des participants humains est que si les études peuvent être menées avec validité scientifique sur des personnes qui peuvent fournir leur propre consentement éclairé et libre, elles ne devraient pas être menées avec des personnes incapables de consentir, sauf lorsque le projet a des chances de leur apporter un bénéfice direct ou lorsqu’il n’est pas possible de mener une étude comparable – et obtenir des résultats pertinents – avec d’autres patients. La même prudence s’applique si les futurs participants à la recherche semblent particulièrement vulnérables. Le droit de cesser de participer à un projet de recherche est également garanti sans préjudice pour la personne, qui devrait continuer à bénéficier de tous les soins standards que sa condition nécessite

### Le consentement en période d'une pandémie
Le consentement en période du COVID a présenté plusieurs défis, en particulier la nécessité d'un nouveau encadrement juridique

#### La recherche épidémiologique
L’objectif de la recherche épidémiologique est d’élucider les caractéristiques, dans une population, de la prévalence et de l’incidence d’une maladie ou d’un autre problème de santé (accidents, maltraitance/violences, intoxications…) et de la distribution du problème (c’est-à-dire en fonction de l’âge, du sexe, du type de travail, des conditions sociales, du lieu de résidence, des habitudes/comportements quotidiens)
Ce type de recherche peut inclure divers modes de participation, tels que : - l’utilisation de données déjà collectées (dans le cadre d’une recherche médicale, sociologique ou autre), éventuellement codées ou sous forme anonyme ; - les réponses à un questionnaire écrit ou électronique ; - la participation à un entretien ; - la fourniture d’échantillons de matière biologique (sang, urine, salive, etc.).
Une information préalable compréhensible et suffisante fournie aux personnes concernées est bien sûr exigée. S’agissant du consentement, le fait de librement remplir un questionnaire ou de participer à un entretien constitue une indication claire du consentement, mais il convient de fournir aux participants à la recherche une information complète sur l’utilisation des données qu’ils fournissent, y compris sur la question de savoir comment et quand ces données pourraient être codées ou rendues anonymes, et sur leur droit de quitter le projet à tout moment.
Quant aux échantillons biologiques, leur utilisation potentielle et ses limites doivent être clairement définies. La question de savoir s’il est possible ou non de remonter d’un résultat au participant/informateur est une question éthique d’importance. Les participants doivent être informés des avantages et des inconvénients de l’anonymat et savoir si le chercheur leur rendra ou ne leur rendra pas compte des résultats les concernant. En tout état de cause, dans les études épidémiologiques qui incluent des données génétiques provenant d’échantillons biologiques, le consentement éclairé doit obéir aux dispositions de la Déclaration universelle sur le génome humain et les droits de l’homme (1997) et de la Déclaration internationale sur les données génétiques humaines (2003) adoptées par l’UNESCO
Une attention particulière devrait être portée aux intérêts des tiers, en particulier dans les recherches épidémiologiques qui utilisent des données génétiques et dans les études socio-anthropologiques.
La participation à la recherche de nombreux membres d’une même communauté soulève des questions spécifiques (qu’évoque l’article 6 (3) de la Déclaration). Cela présente un grand intérêt pour les études sur les prédispositions génétiques à certaines maladies. Un accord collectif, quand il est souhaité, devrait être recherché selon des modalités socialement acceptées, démocratiques, mais il devrait toujours demeurer possible aux individus de refuser leur collaboration. Tout exercice de pressions devrait être évité s’ils refusent de s’associer à un tel programme ou s’ils souhaitent s’en retirer.

#### Données collectées pour une étude utilisées pour d’autres études
Le principe du consentement éclairé exige que la personne concernée soit informée de manière adéquate de l’utilisation faite des données/matériels qu’elle fournit. Il y a toutefois des situations dans lesquelles les possibilités d’utilisation pour une autre recherche de données/matériels déjà collectés n’apparaissent que plus tard. D’un point de vue scientifique, il ne serait pas souhaitable de renoncer à cette possibilité et la question du consentement est délicate en pareil cas. Chaque fois que possible, on peut consulter les participants et demander leur consentement pour la nouvelle recherche. Dans les situations où cela n’est pas faisable, les pays, les comités d’examen éthique ou les associations professionnelles devraient avoir établi des règles spécifiques, prévoyant entre autres un examen par des organismes d’experts, pour déroger à l’exigence du consentement 24 individuel. De plus, les individus devraient avoir le droit de se retirer du projet de recherche ou disposer d’un moyen de protéger leurs droits. Enfin, une autre chance d’obtenir le consentement à poursuivre l’étude devrait être donnée lorsque les progrès de la recherche créent une situation différente quant au résultat vraisemblablement bénéfique. La nécessité d’actualiser l'information fournie antérieurement s’applique aussi dans ce contexte.
Le consentement devrait être basé sur le but existant du projet de recherche épidémiologique concerné. Il est inacceptable de demander aux participants à un projet de recherche de donner un consentement préalable général (le célèbre « consentement général ») aux termes duquel ils consentiraient à toute étude susceptible d’être menée au moyen des données/matériels qu’ils ont fournis, à moins que les données/matériels ne soient dissociés de manière irréversible des participants.

## Droit par pays

### Droit canadien

#### Droit québécois
La règle selon laquelle le consentement doit être libre et éclairé est énoncée à l'article 10 du Code civil du Québec : 

« 10. Toute personne est inviolable et a droit à son intégrité.
Sauf dans les cas prévus par la loi, nul ne peut lui porter atteinte sans son consentement libre et éclairé. »

Cette règle est placée immédiatement avant la section du Code civil du Québec intitulée « des soins ». Elle sert donc de guide pour interpréter les articles 11 à 31 du Code civil du Québec qui traitent du consentement aux soins médicaux et de la garde dans un établissement de santé en vue d'une évaluation psychiatrique.
Le consentement libre et éclairé se trouve également à l'article 1399 C.c.Q. qui traite des vices du consentement et à l'article 521.1 C.c.Q. qui porte sur la définition de l'union civile.

### Droit français

#### la loi 99-641
La loi du 29 juillet 1994 relative au respect du corps et modifiée par l'article 70 de la loi 99-641 du 27 juillet 1999 dit qu'« Il ne peut être porté atteinte à l'intégrité du corps humain qu'en cas de nécessité médicale pour la personne. Le consentement de l'intéressé doit être recueilli préalablement hors le cas où son état rend nécessaire une intervention thérapeutique à laquelle il n'est pas à même de consentir » (code civil article 16-3).

### En médecine d'urgence
Les lignes directrices de la Société Française de Médecine d'Urgence (SFMU) sur le consentement éclairé en médecine d'urgence soulignent l'importance cruciale de respecter l'autonomie des patients, même dans des situations critiques où chaque seconde compte. Elles établissent clairement que lorsque le patient est conscient et capable de comprendre les informations relatives à son état de santé, il doit être sollicité pour donner son consentement éclairé avant toute intervention médicale. Ce processus implique non seulement de fournir des informations sur les traitements proposés, mais également de clarifier les risques, les bénéfices et les alternatives. Dans des cas où le patient est inconscient ou incapable de donner son accord, la SFMU stipule que les médecins peuvent agir selon le principe du consentement implicite, permettant ainsi de prodiguer des soins urgents et nécessaires pour préserver la vie et la santé du patient sans retard indésirable. En parallèle, la SFMU insiste sur l'importance d'une documentation appropriée du processus de consentement, même dans les situations d'urgence, afin d'assurer une transparence et une responsabilité vis-à-vis des décisions prises par les professionnels de santé. Cette documentation est essentielle pour protéger à la fois le patient et le praticien, en garantissant que les décisions médicales soient justifiées et conformes aux attentes éthiques et légales. De plus, ces recommandations soulignent la nécessité d'une formation continue pour les professionnels de santé concernant les enjeux éthiques et légaux liés au consentement éclairé, afin de les préparer à naviguer dans des situations complexes et parfois imprévues. En outre, il est également crucial d'encourager la sensibilisation des patients sur leurs droits en matière de soins, car une meilleure compréhension de ces droits peut renforcer leur engagement dans le processus décisionnel concernant leur santé. En somme, ces lignes directrices visent à garantir que le respect du consentement éclairé demeure une priorité, même dans les contextes les plus pressants de la médecine d'urgence, contribuant ainsi à promouvoir une pratique médicale éthique et respectueuse des droits des patients,.

## La relation médecin-malade
La relation médecin-patient a traditionnellement suivi ce que l'on pourrait nommer le « modèle paternaliste ». Dans ce modèle, le médecin est persuadé de savoir et d'être objectif. Il se voit comme le gardien de l'intérêt du patient. Il prend les décisions pour lui, en respectant simplement un principe de bienfaisance. Le principe de bienfaisance pourrait être explicité comme étant :
1. Le devoir de ne pas nuire ;
2. Le devoir de prévenir le mal ou la souffrance ;
3. Le devoir de supprimer le mal ou la souffrance ;
4. Le devoir de faire le bien ou de promouvoir le bien. (Parizeau, 1993).

Le serment d'Hippocrate d'origine inclut d'ailleurs à ce propos le surtout ne pas nuire (en latin primum non nocere). Le patient est perçu dans le modèle paternaliste comme n'étant plus une personne raisonnable, capable de décider pour elle-même de la manière dont elle veut vivre ou mourir. Le médecin se positionne comme étant celui qui a le savoir. Le médecin est un expert et, pour sa part, le patient est dans l'ignorance. Tout ce que le patient peut faire est d'acquiescer au modèle thérapeutique du médecin et sa liberté se limite alors à pouvoir changer de médecin traitant.
Mais les choses changent. 

En réaction aux expérimentations cliniques menées par les nazis sur des prisonniers lors de la Seconde Guerre mondiale, apparait en 1947 dans le code de Nuremberg la notion de consentement volontaire du malade.
En France, dans le serment d'Hippocrate réactualisé en 2012 de l'Ordre des médecins, on parle enfin de respecter la volonté du patient : « Je respecterai toutes les personnes, leur autonomie et leur volonté, sans aucune discrimination selon leur état ou leurs convictions ».
Depuis, la majorité des pays occidentaux passe progressivement de ce modèle paternaliste à un nouveau paradigme que l'on pourrait nommer « modèle délibératif ». C'est par exemple le cas en Belgique avec la loi sur les droits des patients qui introduit la notion de contrat thérapeutique.

## Quelques limites
Outre les nombreux cas déjà vu ci-dessus où le consentement éclairé ne peut être obtenu, le « modèle délibératif » et la notion même de consentement libéré ont certainement des limites.
Comme le rappelle Elisabeth Lucchi : 

« L'oncologie partage avec l'hématologie des procédures lourdes d'intensifications thérapeutiques, pour lesquelles la somme d'informations techniques est particulièrement importante, et qui, par ailleurs peuvent représenter « la » seule chance thérapeutique du patient. Peuvent-elles être expliquées aux patients comme n'importe quel autre traitement ? Probablement, non.

Alors, il faut se rendre à l'évidence que la notion de « consentement éclairé » prise dans son acceptation classique, c’est-à-dire s'enracinant dans le concept d'autonomie de la personne, et d'égalité du médecin et du malade, n'est pas opérante.
Certains auteurs proposent alors d'utiliser le concept d'un « volontariat contraint » en quelque sorte, d'en appeler au rationnel thérapeutique de l'intervention et de faire une balance entre le principe d'autonomie et le principe de bienfaisance.

Ils permettent de penser que le praticien, devant la quantité d'information est contraint de sélectionner les plus pertinentes, et montrent également que dans ces situations extrêmes (lourdes procédures, vie menacée par une maladie difficilement curable…) les patients peuvent difficilement « choisir » et dépendent largement des conseils de leur médecin. »